# Тенекиена купа
„Тенекиена купа“ (на английски: Tin Cup) е американска спортна романтична комедия от 1996 г. на режисьора Рон Шелтън, по сценарий на Джон Норвил, и участват Кевин Костнър, Рене Русо, Чийч Марин и Дон Джонсън. Костнър получава номинация за „Златен глобус“ за най-добър актьор в мюзикъл или комедия.